# Maurice Colasson
Maurice Colasson (* 7. Mai 1911 in Paris; † 31. Oktober 1992 in Puget-Ville; eigentlich Maurice Alfred Hervou) war ein französischer Filmarchitekt, Bühnenbildner und Szenenbildner beim Fernsehen.

## Leben
Colasson erhielt seine künstlerische Ausbildung an der Pariser École des Beaux-Arts und diente in den frühen Tonfilmjahren als Assistent des erfahrenen Kollegen Georges Wakhévitch. Ab 1937 war er als zweiter Chefarchitekt damit befasst, die Entwürfe seines Lehrmeisters Wakhévitch auszuführen. Während des Zweiten Weltkriegs zur filmischen Untätigkeit verdammt, durfte Colasson ab 1945 alleinverantwortlich wirken und nunmehr als auch Filmkulissen entwerfen. Maurice Colasson sorgte für die szenenbildnerische Optik der Filme von Unterhaltungsroutiniers wie Robert Siodmak, Yves und Marc Allégret, Mario Soldati, Marcel L’Herbier, Denys de La Patellière, Marguerite Duras und Jacqueline Audry. „1959 arbeitete er an dem eindrucksvollen, in seiner asketischen Form ungewöhnlichen Religions- und Revolutionsdrama Opfergang einer Nonne.“
Colasson hat auch als Bühnenbildner und Ausstatter für Fernsehspiele gearbeitet. Bereits 1947 erhielt er das Silberne Band des Verbandes italienischer Filmjournalisten für seine Leistung an Eugenie Grandet nach der gleichnamigen Vorlage von Honoré de Balzac.

## Filmografie (Auswahl)
- 1937: Prison sans barreaux
- 1938: Conflit
- 1938: Das Leben ist kein Roman (La maison du maltais)
- 1939: Le dernier tournant
- 1939: Mädchenhändler (Pièges)
- 1939: Serenade (Sérénade)
- 1945: Madame et son flirt
- 1946: Coïncidences
- 1946: Eugenie Grandet
- 1947: Schenke zum Vollmond (Dédée d’Anvers)
- 1948: Ein hübscher kleiner Strand (Une si jolie petite plage)
- 1949: Verlaß mich nicht (L’homme que revient de loin)
- 1950: La rose rouge
- 1951: La maison rouge
- 1951: Schmuggler am Werk (La maison dans la dune)
- 1952: Die ehrbare Dirne (La P… respectueuse)
- 1953: Le père de mademoiselle
- 1954: Harte Fäuste, heißes Blut (Ça va barder)
- 1954: Ich wurde zum Verräter (Interdit de séjour)
- 1954: Geschlossene Gesellschaft (Huis clos)
- 1954: Bartholomäusnacht (La reine Margot)
- 1955: Gier nach Liebe (La lumière d’en face)
- 1955: Küsse, Kugeln und Kanaillen (Je suis un sentimental)
- 1956: Les suspects
- 1957: Le septième ciel
- 1958: Leben und lieben lassen (Drôle de dimanche)
- 1959: Der Favorit der Zarin (Le secret du chevalier d’Éon)
- 1959: Opfergang einer Nonne (La dialogue des Carmélites)
- 1960: Noch nach Jahr und Tag (Une aussi longue absence)
- 1961: Der junge General (La Fayette)
- 1961: Madeleine und der Seemann (Le bateau d’Émile)
- 1962: Die Zitadelle von San Marco (Mathias Sandorf)
- 1962: Pourquoi Paris?
- 1963: Lauter Leichen in Las Vegas (Blague dans le coin)
- 1963: Wo kommst du her, Johnny? (D’ou viens-tu, Johnny?)
- 1966: La Musica
- 1966: Mohn ist auch eine Blume (The Poppy Is Also a Flower)
- 1966: Ein Mann zuviel (Un homme de trop)
- 1968: Mayerling (Mayerling)
- 1972: Beau masque